# Dicranomyia megacauda
Dicranomyia megacauda là một loài ruồi trong họ Limoniidae. Chúng phân bố ở miền Cổ bắc.